# Cifra pehelyréce
A cifra pehelyréce (Somateria spectabilis) a madarak osztályának lúdalakúak (Anseriformes)  rendjébe és a récefélék (Anatidae) családjába tartozó faj.

## Előfordulása
Ázsia, Amerika és Európa északi részén fészkel, a Kárpát-medencében ritka kóborló. Mocsarak, édesvizű tavak, és patakok partján él.

## Megjelenése
Hossza 50-70 centiméter, a szárny fesztávolsága 80-108 centiméter, testtömege 1500-2000 gramm.
A válla, a melle és hátrésze fehér, a szárnya, a hasa alja és a farok fekete. Csőrén egy sárga kinövés található. A tojó világosbarna, sötétebb csíkokkal és foltokkal.
|  |  |  |

## Életmódja
A víz alá merül puhatestűekből, férgekből, rákokból és halakból álló táplálékáért. A repülésbe hamar belefárad, a szárazföldön esetlen, viszont kiválóan úszik, és mélyre bukik.

## Szaporodása
Édesvizek partján, növényi anyagokból épít fészkét és saját pehelytollaikkal béleli ki. Fészekalja 3-7 tojásból áll, melyen 22-24 napig kotlanak, a fiókák fészekhagyók.

## Kárpát-medencei előfordulása
Magyarországon nagyon ritka kóborló.